# Tridesmostemon
Tridesmostemon är ett släkte av tvåhjärtbladiga växter. Tridesmostemon ingår i familjen Sapotaceae.
Kladogram enligt Catalogue of Life:
| Tridesmostemon | \| \| Tridesmostemon congoense \| \| \| \| \| \| Tridesmostemon omphalocarpoides \| \| \| \| |
|                | \| \| Tridesmostemon congoense \| \| \| \| \| \| Tridesmostemon omphalocarpoides \| \| \| \| |
|                | Tridesmostemon congoense                                                                     |
|                |                                                                                              |
|                | Tridesmostemon omphalocarpoides                                                              |
|                |                                                                                              |